# Реновица, Миланко
Миланко Реновица (босн. Milanko Renovica; 19 октября 1928, дер. Балтичи, община Соколац, Королевство сербов, хорватов и словенцев — 2 ноября 2013, Прага, Чехия) — югославский боснийский государственный деятель, председатель Президиума ЦК Союза коммунистов Югославии (1986—1987).

## Биография
По национальности серб. По образованию юрист.

Член коммунистической партии (позже – Союза коммунистов) Югославии с 1947 года.
Являлся президентом Национального Союза молодежи Югославии Соколаца, затем секретарём общинного комитета партии, позже избирался председателем общины Соколац, директором деревообрабатывающей компании «Романия», председателем районной торгово-хозяйственной палаты. Получив второе высшее – экономическое образование, вскоре стал президентом Торгово-хозяйственной палаты Республики Босния и Герцеговина, членом Исполнительного Веча (правительства) этой союзной Республики.
- 1965 — 1974 гг. — депутат Скупщины Социалистической Республики Босния и Герцеговина,
- с 1969 г. — член ЦК СК Боснии и Герцеговины,
- 28 апреля 1974 — 28 апреля 1982 г. — председатель Исполнительного Вече, член Президиума ЦК Союза коммунистов СР Босния и Герцеговина,
- апрель 1982 — апрель 1986 г. — член Президиума СР Босния и Герцеговина,
- 26 апреля 1983 — 26 апреля 1985 г. — председатель Президиума Социалистической Республики Босния и Герцеговина,
- 28 июня 1986 — 30 июня 1987 г. — председатель Президиума ЦК Союза коммунистов Югославии.

В 1986—1989 гг. — член ЦК СКЮ. На XXI пленуме ЦК СКЮ в феврале 1989 г. выведен из состава ЦК за злоупотребления, связанные с незаконным строительством личной дачи на Адриатическом побережье.
После роспуска СКЮ, распада СФРЮ и начала боснийской войны остался в Республике Сербской и вернулся в Соколац.
Скончался 2 ноября 2013 года в военном госпитале в Праге после тяжелой болезни. Похоронен в семейной могиле на кладбище в Соколаце.